# Fußball-Mittelrheinliga (Frauen)
Die Mittelrheinliga ist die höchste Spielklasse auf dem Gebiet des Fußball-Verbandes Mittelrhein. Seit Einführung der 2. Frauen-Bundesliga zur Saison 2004/05 stellt die Mittelrheinliga die vierthöchste Spielklasse im deutschen Ligensystem der Frauen dar. Bis zur Saison 2008/09 wurde sie als Verbandsliga Mittelrhein bezeichnet.
Die Liga umfasst in der Regel zwölf Mannschaften, die jeweils in einem Heim- und Auswärtsspiel – aufgeteilt auf eine Hin- und Rückrunde – gegeneinander spielen. Der Meister steigt in die Regionalliga West auf; zwei Mannschaften steigen in die Landesliga ab.

## Teilnehmer der Saison 2024/25
In der vergangenen Saison nahmen folgende Mannschaften teil:
- SV Deutz 05
- SV Viktoria Rot-Weiß Waldenrath/Straeten
- SV Allner-Bödingen
- Rot-Weiß Merl
- TuS 08 Jüngersdorf-Stütgerloch
- Vorwärts Spoho Köln II
- SV Menden
- TuS Homburg-Bröltal 1927
- Ideal C.F. Casa de España
- Sportfreunde Ippendorf
- Sportfreunde Uevekoven

## Meister
Die folgenden Auflistungen enthalten nur die Meister seit der Saison 2002/03. Die Spielzeiten 2019/20 und 2020/21 wurden aufgrund der COVID-19-Pandemie vorzeitig abgebrochen. 2020 kam dabei eine Quotientenregelung zum Einsatz; 2021 wurde die Saison ohne Auf- und Abstieg annulliert.

### Liste der Meister
- 2002/03: FC Sankt Augustin
- 2003/04: Rot-Weiß Merl
- 2004/05: FC Teutonia Weiden
- 2005/06: Rot-Weiß Merl
- 2006/07: SC Fortuna Köln
- 2007/08: VfL Kommern
- 2008/09: FC Sankt Augustin
- 2009/10: Bayer 04 Leverkusen II
- 2010/11: 1. FC Köln II
- 2011/12: SC Fortuna Köln
- 2012/13: 1. FC Köln II
- 2013/14: SC Fortuna Köln
- 2014/15: Vorwärts Spoho Köln
- 2015/16: Sportfreunde Uevekoven
- 2016/17: SV Menden
- 2017/18: Vorwärts Spoho Köln
- 2018/19: SV Menden
- 2019/20: Bayer 04 Leverkusen II
- 2020/21: kein Staffelsieger
- 2021/22: SC Fortuna Köln
- 2022/23: Alemannia Aachen
- 2023/24: DJK Südwest Köln
- 2024/25: SV Deutz 05

### Rekordsieger
| Platz | Verein                 | Titel | Jahre                  |
| ----- | ---------------------- | ----- | ---------------------- |
| 1.    | SC Fortuna Köln        | 4     | 2007, 2012, 2014, 2022 |
| 2.    | 1. FC Köln             | 2     | 2011, 2013             |
| 2.    | Vorwärts Spoho Köln    | 2     | 2015, 2018             |
| 2.    | Bayer 04 Leverkusen    | 2     | 2010, 2020             |
| 2.    | SV Menden              | 2     | 2017, 2019             |
| 2.    | Rot-Weiß Merl          | 2     | 2004, 2006             |
| 2.    | FC Sankt Augustin      | 2     | 2003, 2009             |
| 8.    | Alemannia Aachen       | 1     | 2023                   |
| 8.    | SV Deutz 05            | 1     | 2025                   |
| 8.    | DJK Südwest Köln       | 1     | 2024                   |
| 8.    | VfL Kommern            | 1     | 2008                   |
| 8.    | Sportfreunde Uevekoven | 1     | 2016                   |
| 8.    | FC Teutonia Weiden     | 1     | 2005                   |